# Понтиссо, Симоне
Симоне Понтиссо (итал. Simone Pontisso; 20 марта 1997 года, Сан-Даниеле-дель-Фриули, Италия) — итальянский футболист, полузащитник клуба «Виченца Виртус».

## Клубная карьера
Симоне является воспитанником «Удинезе». В 2014 году игрок был переведён в юношескую команду, за которую выступает и по сей день, являясь основным игроком. С 2015 года Симоне подтягивается к тренировкам с главной командой «Удинезе», принимая участие в кубковых соревнованиях.
31 мая 2015 года дебютировал в Серии А в поединке последнего тура против «Кальяри», заменив после перерыва Стипе Перицу.
В январе 2019 года Пониссо перешёл в «Виченца Виртус» на правах аренды.

## Карьера в сборной
С 2015 года выступает за юношескую сборную Италии до 19 лет.